# Famille de Tarlé
 (décembre 2021).
Si vous disposez d'ouvrages ou d'articles de référence ou si vous connaissez des sites web de qualité traitant du thème abordé ici, merci de compléter l'article en donnant les références utiles à sa vérifiabilité et en les liant à la section « Notes et références ».
Pour les articles homonymes, voir Tarlé.
La famille de Tarlé est une famille subsistante d'ancienne bourgeoisie française, originaire d'Île-de-France.
Elle compte parmi ses membres des échevins de la ville de Senlis, des officiers généraux, des journalistes.

## Personnalités
- Benoît Joseph de Tarlé (1735-1797), intendant en chef du corps expéditionnaire français lors de la guerre d'indépendance américaine, chevalier de Saint-Louis et membre de la Société des Cincinnati.
- Adolphe de Tarlé (1788-1868), saint-cyrien, lieutenant général et conseiller d'État.
- Jacques de Tarlé (1904-1998), général de brigade aérienne
- Antoine de Tarlé (1939), dirigeant de médias.
- Jérôme de Tarlé (1955), général de brigade.
- Arnaud de Tarlé (en) (1959), amiral, ancien major général de la Marine (2014-2016), inspecteur général de la Marine.
- Axel de Tarlé (1970), journaliste, animateur de télévision, chroniqueur français à la radio et spécialiste d'économie.
- Marc de Tarlé, général de division de gendarmerie. Commandant de l'office central de lutte contre la délinquance itinérante.

## Portraits

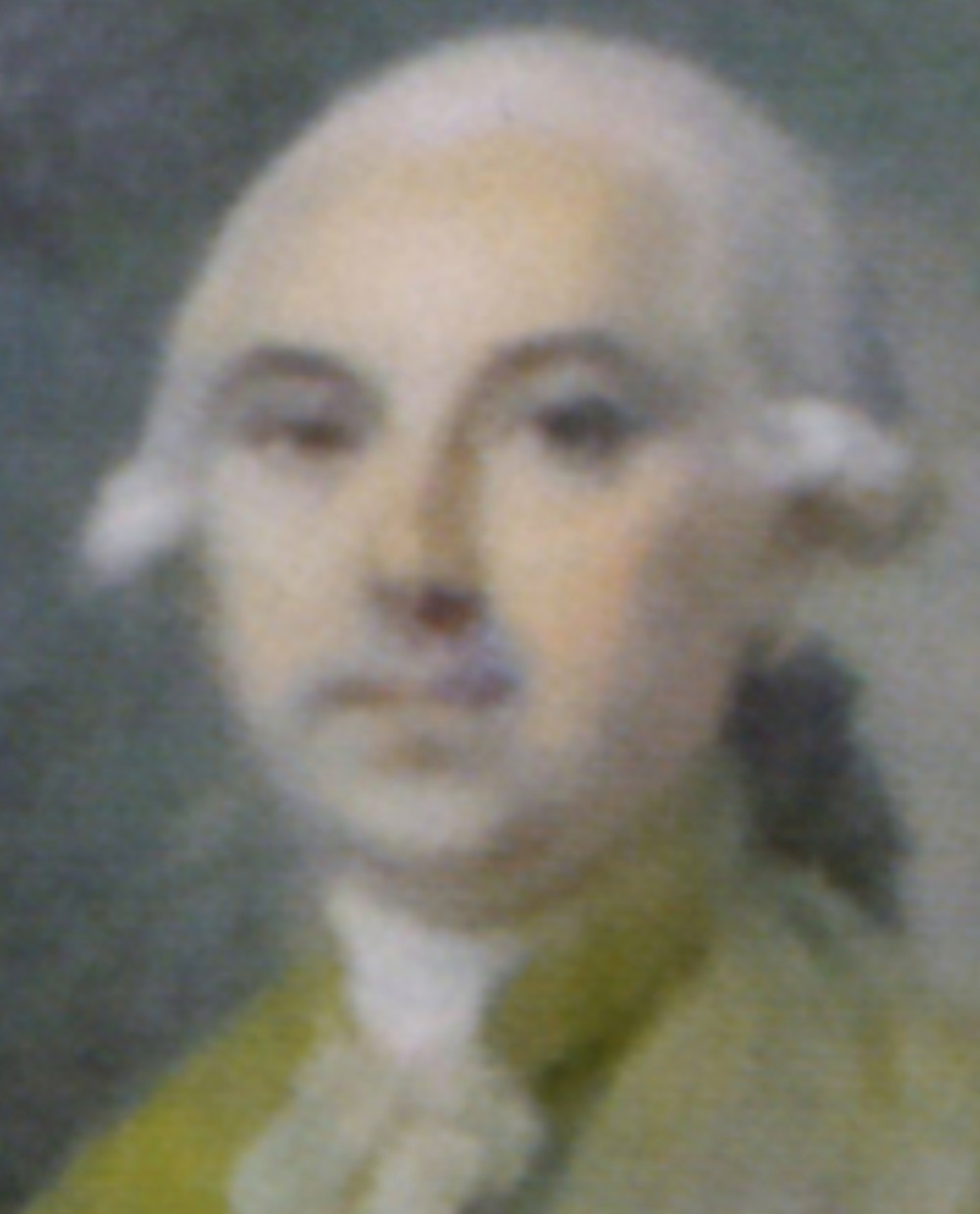
Benoît Joseph de Tarlé (1735-1797)
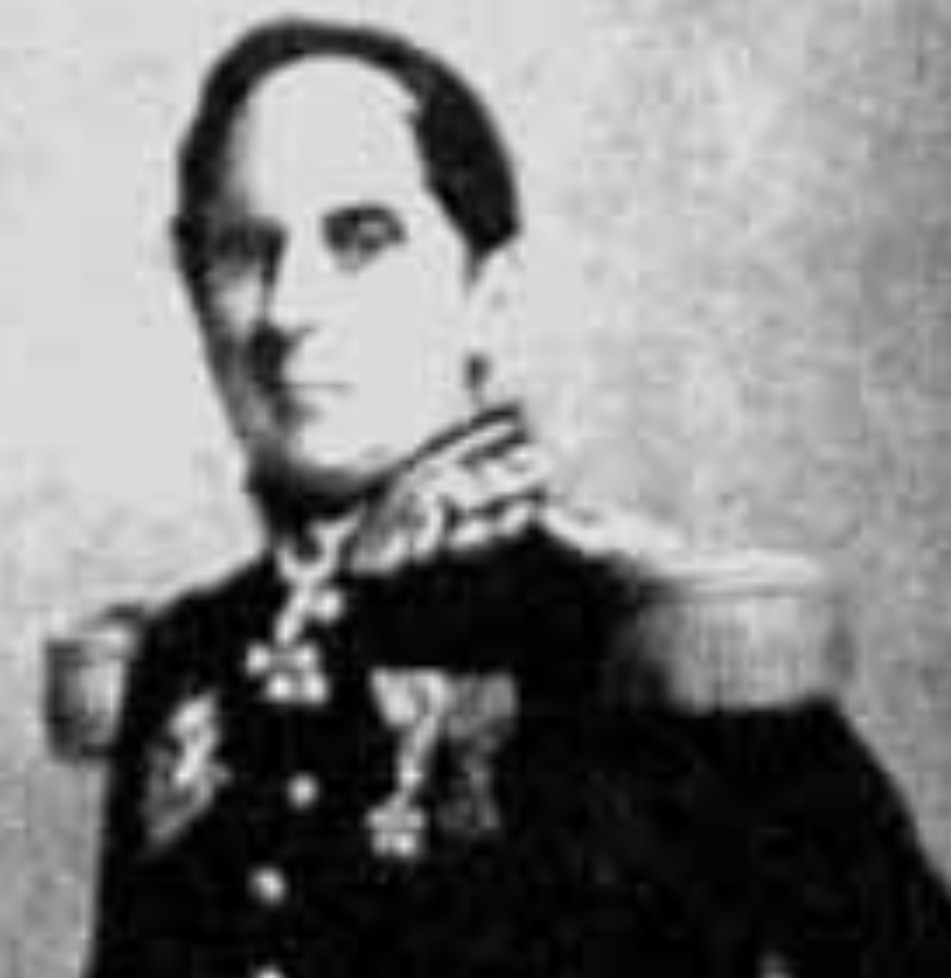
Adolphe de Tarlé (1788-1868)
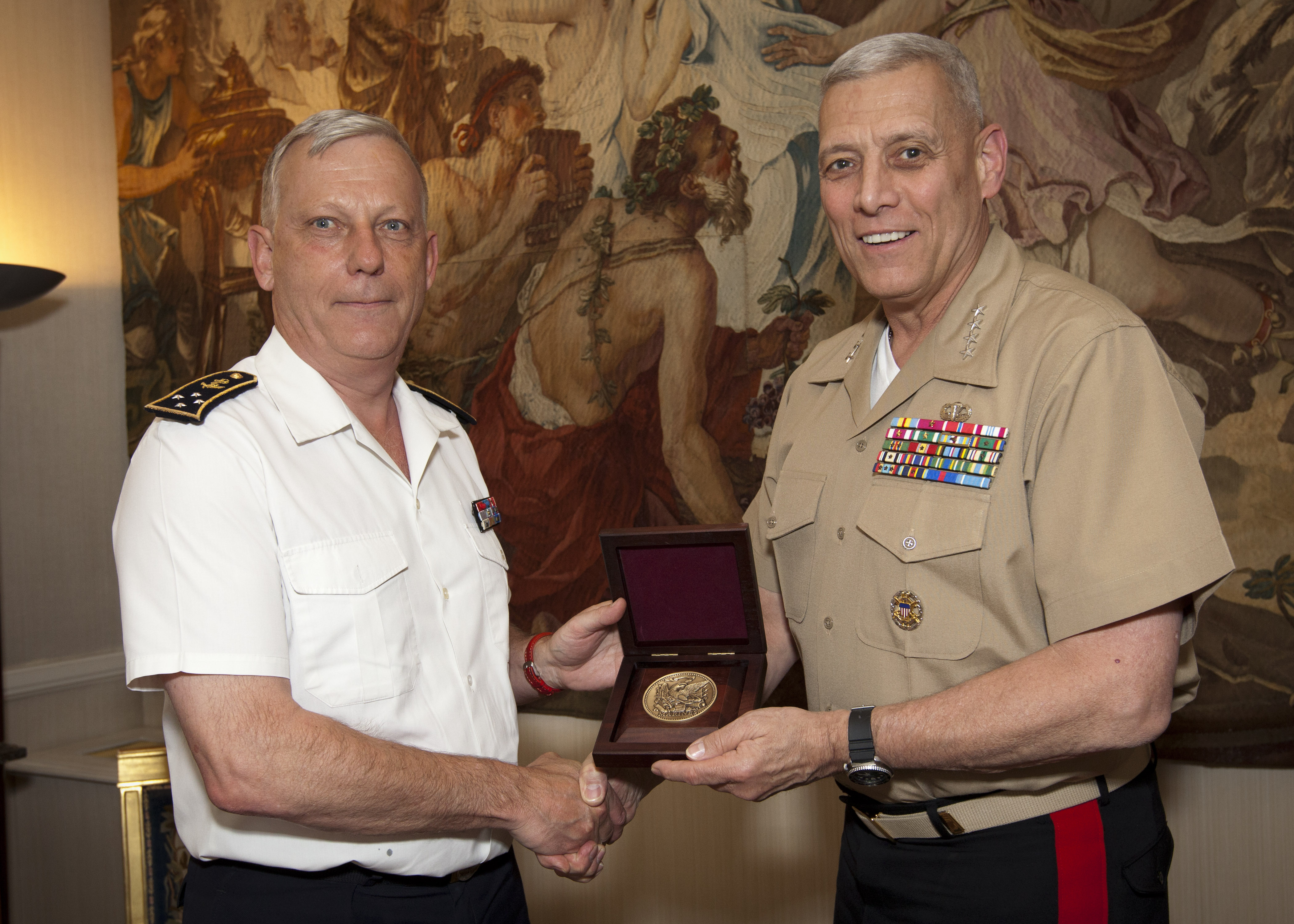
Arnaud de Tarlé (à gauche)
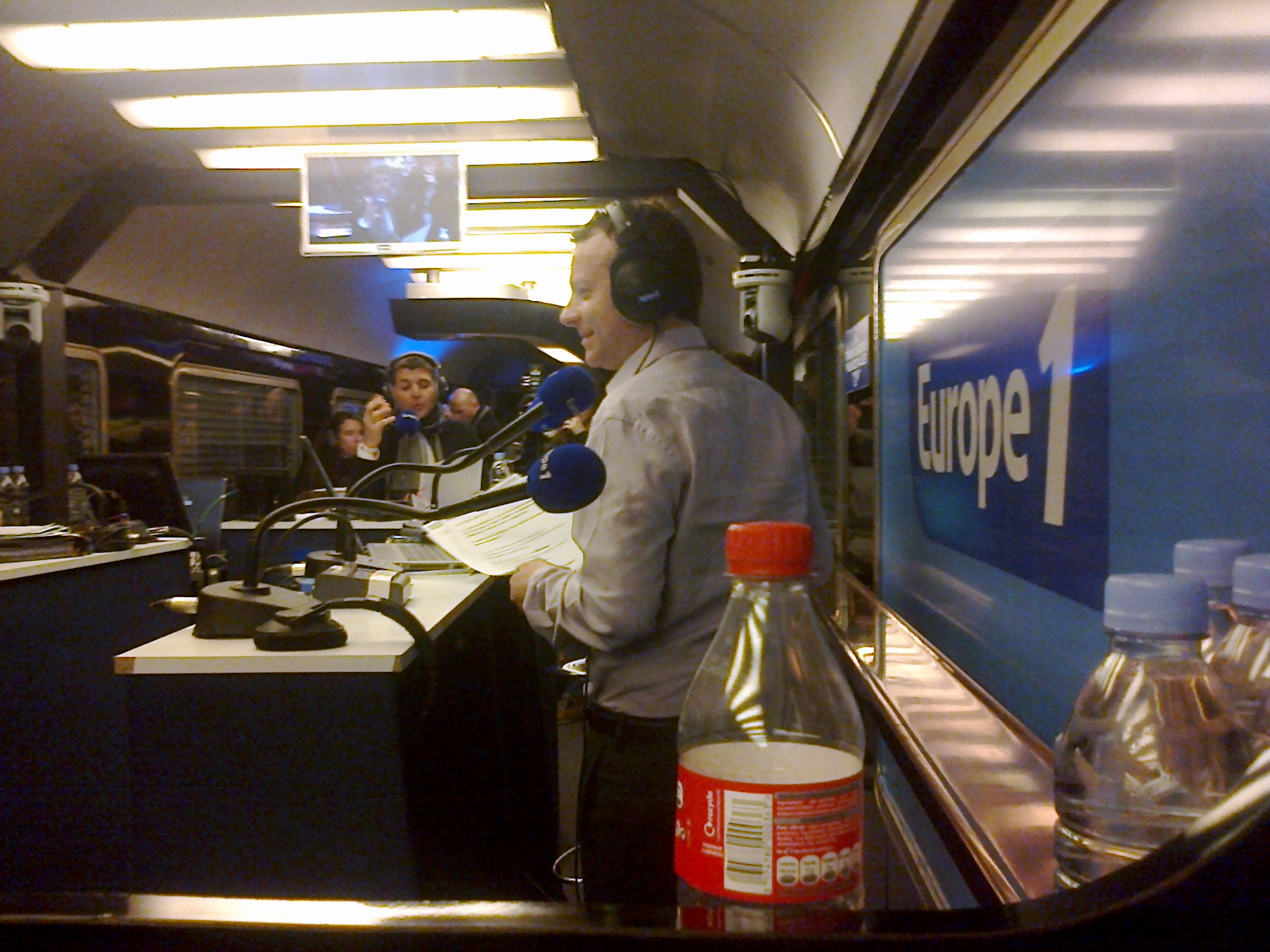
Axel de Tarlé (1970)

## Alliances
Les principales alliances de la famille de Tarlé sont : Devoghlaere, d'Aure (1784), Rochette de Lempdes, de Vassart d'Andernay.